# 北聖弗朗西斯鎮區 (阿肯色州克萊縣)
北聖弗朗西斯鎮區（英語：North St. Francis Township）是位於美國阿肯色州克萊縣的一個行政鎮區。

## 地方資料
北聖弗朗西斯鎮區的面積為59.90平方千米，當中陸地面積為59.80平方千米，而水域面積為0.10平方千米。根據2010年美國人口普查的數據，當地共有人口2628人，而人口密度為每平方千米43.87人。